# Evelina Christillin
Evelina Maria Augusta Christillin (IPA [kʁistilɛ̃]; Torino, 27 novembre 1955) è una dirigente d'azienda, dirigente pubblica e dirigente sportiva italiana.

## Biografia
Figlia di Emilio Christillin, discendente di una famiglia walser di Issime, figlio di Maria Schiaparelli, nipote dell'egittologo Ernesto, pilota, sciatore, imprenditore e presidente dell'Automobile Club d'Italia di Torino e di Maria Lorenza, detta Mariella, Canale, è nata nel 1955 e si è laureata in storia e demografia storica. Ha una sorella, Francesca.
Compagna di scuola di Margherita Agnelli, figlia di Gianni, amico e compagno di università di suo padre, Christillin s'inserì ben presto nell'ambiente della nota famiglia torinese. Tra il 1970 e il 1974 la Christillin fece parte della Nazionale di sci femminile insieme a Claudia Giordani. Nel 1978 venne assunta all'interno dell'ufficio stampa della FIAT, dove rimase per i successivi sette anni, occupandosi degli eventi sportivi e della stampa estera. Collaboratrice di Valentino Castellani, lo aiutò nella campagna per la rielezione alla carica di sindaco di Torino; dopo la vittoria di Castellani, le venne offerto l'assessorato allo Sport, ma preferì rifiutare tale incarico.
Nel 1998 venne scelta come presidente esecutivo del Comitato promotore Torino 2006, che si occupava di sponsorizzare la candidatura del capoluogo piemontese come città ospitante dei XX Giochi olimpici invernali. Mentre ricopriva questo ruolo, la città si aggiudicò l'organizzazione delle Olimpiadi e in seguito Evelina Christillin fu nominata vicepresidente vicario del TOROC. Nello stesso periodo prese parte alle prime due edizioni della trasmissione televisiva Notti sul ghiaccio in veste di giurata.
Negli anni successivi entrò a far parte di vari consigli d'amministrazione, fra cui Saes Getters e Gruppo Carige. Presidente della Filarmonica '900 del Teatro Regio, fra il 2006 e il 2010 fu membro del CdA dello stesso teatro. Oltre a questi incarichi fu nominata presidente della Fondazione Teatro Stabile di Torino e della Fondazione Museo Egizio di Torino.
Nel corso degli anni, Evelina Christillin ha ricevuto varie onorificenze fra cui il Premio Marisa Bellisario nella sezione manager e la Grolla d'oro alla Comunicazione in occasione del Premio Saint-Vincent per il giornalismo.
Nel 2015 il Presidente del Consiglio dei ministri Matteo Renzi annunciò la nomina della Christillin a capo dell'ENIT. Il 14 settembre 2016, nel corso del Congresso UEFA di Atene, è stata eletta membro aggiuntivo della UEFA nel Consiglio della FIFA. Il 20 aprile 2021 è stata confermata membro del Fifa Council.
Conferma alla presidenza della Fondazione Museo Egizio di Torino, nel gennaio del 2025 decide di lasciare gli incarichi alla UEFA e alla FIFA.
Sposata con il manager Gabriele Galateri di Genola, ha una figlia di nome Virginia.

## Controversie
Nell'ottobre del 2014 venne coinvolta in una polemica per un pezzo pubblicato sull'Huffington Post, nel quale definiva il manager Erick Thohir «un piccoletto ciccione indonesiano» e un «Cicciobello a mandorla», criticando l'Inter e la famiglia Moratti. L'affermazione suscitò scalpore anche poiché la manager era in quel momento presidente dell'Associazione per la Prevenzione dell'anoressia di Torino. Qualche giorno dopo Christillin dichiarò di non avere «alcuna intenzione di offendere Thohir», scusandosi perché la propria «satira sportiva» era stata «male interpretata».

## Opere
- Evelina Christillin, Poveri malati, storie di vita quotidiana in un ospedale di antico regime: il San Giovanni Battista di Torino nel secolo 18, Paravia, 1994.
- Evelina Christillin e Valter Giuliano, Olimpico sorriso. Le montagne di Evelina Christillin secondo Valter Giuliano, Vivalda Editori, 2011, ISBN 9788874801657.